# Szaniec Pandurów
Szaniec Pandurów (niem. Pandurenschanze) - sztucznie utworzone wzniesienie na osiedlu Nowa Karczma we Wrocławiu o wysokości bezwzględnej 114 m n.p.m., czasami mylnie nazywane Szaniec Pandory.
Szaniec Pandurów znajduje się w widłach Odry i uchodzącej do niej w tym miejscu Bystrzycy, w odległości około trzystu metrów od obu rzek. Przed regulacją Odry w XIX wieku znajdował się bezpośrednio nad jej brzegiem. W czasie wojny siedmioletniej znajdowały się tu fortyfikacje zajmowane przez pandurów służących w armii austriackiej. Przed rokiem 1945, niedaleko Szańca Pandurów znajdowała się karczma – Établissement Pandurenschanze – będąca celem wycieczek wrocławian pływających po Odrze parostatkami.